# Gran Premio Adria Mobil
El Gran Premio Adria Mobil es una carrera ciclista de un día eslovena. Creada en 2015, forma parte del UCI Europe Tour desde 2015, en categoría 1.2. 

## Palmarés
| Año  | Ganador             | Segundo             | Tercero           |           |
| ---- | ------------------- | ------------------- | ----------------- | --------- |
| 2015 | Marko Kump          | Filippo Fortin      | Mattia Gavazzi    |           |
| 2016 | Filippo Fortin      | Alberto Cecchin     | Eugenio Bani      |           |
| 2017 | Antonio Parrinello  | Nicola Gaffurini    | Stanislau Bazhkou |           |
| 2018 | Filippo Fortin      | Nicola Venchiarutti | Jiří Polnický     |           |
| 2019 | Marko Kump          | František Sisr      | Daniel Auer       |           |
| 2020 | cancelada           | cancelada           | cancelada         | cancelada |
| 2021 | Marijn van den Berg | Filippo Fiorelli    | Adam Ťoupalík     |           |
| 2022 | Maciej Paterski     | Nicola Venchiarutti | Andrea Debiasi    |           |
| 2023 | Tilen Finkšt        | Filippo Fortin      | Luca Colnaghi     |           |
| 2024 | Žak Eržen           | Jakub Mareczko      | Simone Buda       |           |
| 2025 | Žak Eržen           | Frits Biesterbos    | Tilen Finkšt      |           |

## Palmarés por países
| País         | Victorias |
| ------------ | --------- |
| Eslovenia    | 5         |
| Italia       | 3         |
| Países Bajos | 1         |
| Polonia      | 1         |